# جيمس ك. كورتيس
جيمس ك. كورتيس (بالإنجليزية: James Clark Curtis)‏ هو سياسي أمريكي، ولد في 28 أكتوبر 1797، وتوفي في 21 فبراير 1881. حزبياً، نشط في الحزب الديمقراطي. وقد انتخب عضو جمعية ولاية نيويورك وانتخب عضو مجلس ولاية نيويورك.